# Хлопчик, який слідував за Ріплі
«Хлопчик, який стежив за Ріплі» (англ. The Boy Who Followed Ripley) — психологічний трилер 1980 року Патриції Хайсміт, четвертий у серії про серійного злочинця Тома Ріплі. У цій книзі Ріплі продовжує спокійно жити у своєму французькому маєтку Бель Омбре, лише побічно втягнутий у злочинну діяльність. Його ідилія похитнулася, коли він зустрів підлітка, який переховується від поліції.

## Сюжету
Американський підліток на ім'я Біллі звертається до Тома Ріплі з проханням про роботу. Ріплі погоджується дати йому невелику роботу в саду і поселяє його в кімнаті для гостей, але вважає, що впізнав юнака з газети. Подальше розслідування показує, що "Біллі" - це насправді Френк Пірсон, син нещодавно померлого американського магната, який втік зі Сполучених Штатів. Незабаром Френк зізнається Ріплі, що це він убив свого батька, зіштовхнувши його зі скелі. Ріплі впізнає у Френку споріднену душу і дізнається, що той навмисно звернувся до нього за порадою, дізнавшись про його сумнівну репутацію. Ріплі замовляє для Френка фальшивий паспорт, і вони їдуть до Західного Берліна, де зупиняються у друга колишнього партнера Ріплі по злочину, Рівза Мінота.
Френка викрадають під час прогулянки лісом і вимагають викуп. Ріплі зв'язується з родиною Пірсонів і приватним детективом, якого вони відправили до Парижа. Пірсони пересилають викуп, і Ріплі відвозить його до призначеного місця, де імпульсивно вбиває одного з викрадачів. Інші троє викрадачів їдуть геть. Ріплі повертається з грошима і домовляється про зустріч у гей-барі, куди проникає, переодягнувшись трансвеститом. Він впізнає викрадачів, які знову йдуть з порожніми руками, і слідує за ними до квартири, де вони тримають Френка. Ріплі лякає бандитів-аматорів, і вони тікають з квартири, а він самотужки рятує напівпритомного Френка.
Ріплі повертає гроші Пірсонам, заохочує Френка повернутися до сім'ї в Кеннебанкпорт і супроводжує його туди. Незважаючи на настанови та запевнення Ріплі, Френка переповнює почуття провини, а також нерозділене кохання до дівчинки-підлітка на ім'я Тереза, і врешті-решт він накладає на себе руки, кинувшись з тієї самої скелі, з якої він зіштовхнув свого батька. Приголомшений і, на власний подив, засмучений смертю Френка, Ріплі повертається до Франції, отримавши на пам'ять колишню власність Френка.

## Екранізації

### Радіо
В радіо-адаптації BBC Radio 4 2009 року знялися Ян Харт у ролі Ріплі, Ніколас Холт у ролі Френка та Хелен Лонгворт у ролі Гелоїзи.